# 主题馆
主题馆（英語：Theme Building）是洛杉矶国际机场的标志性太空时代建筑。受当时的“流行”建筑影响，它是世纪中期现代主义建筑物中的典范，后来也被认为是“古奇建築”。1993年，主题馆的外观和内部被指定为历史文化古迹。

## 设计
这座独特的白色建筑犹如一个四脚着地的飞碟。 最初佩雷拉和勒克曼建筑公司的詹姆斯·兰肯海姆设计了建筑的结构，随后由威廉·佩雷拉和查尔斯·勒克曼领导的建筑师和工程师团队将计划付诸实践，保罗·威廉姆斯和韦尔顿·贝克特亦参与其中。
建筑物标志性的交叉拱门使旅客观察建筑时产生错觉，它是由四个离地高15英尺的钢筋混凝土支柱和使用粉饰灰泥覆盖的空心钢桁架衔接而成。为抵消地震影响，主题馆于2010年进行改造，在不改变其外观的情况下加装调谐质量阻尼器。
该建筑建于太空时代早期，是洛杉矶航空工程与流行文化、设计和建筑融合的典范。

## 历史
佩雷拉和勒克曼建筑公司早在1959年提出的洛杉矶国际机场设计方案中就有计划用一个圆顶建筑连接所有的航站楼和停车场，并作为中央交通枢纽食用。但实际的结构远远小于设计方案，航站楼的位置改在其他地方。随后在原本给圆顶建筑使用的空间建造了主题建筑。
邂逅餐厅在主题馆开业的初期，媒体对该餐厅是否为旋转餐厅存在矛盾。不过，这只是传说，洛杉矶国际机场官员证实这家餐厅并非旋转餐厅，但由于它的外观和景观，许多游客“认为它是旋转的”。
德克萨斯州埃尔帕索的R罗伯特·麦基总承包商公司签署了该建筑的施工合同。 
该建筑于1961年6月25日由时任美国副总统林登·约翰逊揭幕。洛杉矶市议会于1993年将位于洛杉矶城市韦斯特切斯特区的这座建筑指定为该市的第五百七十号历史文化古迹。

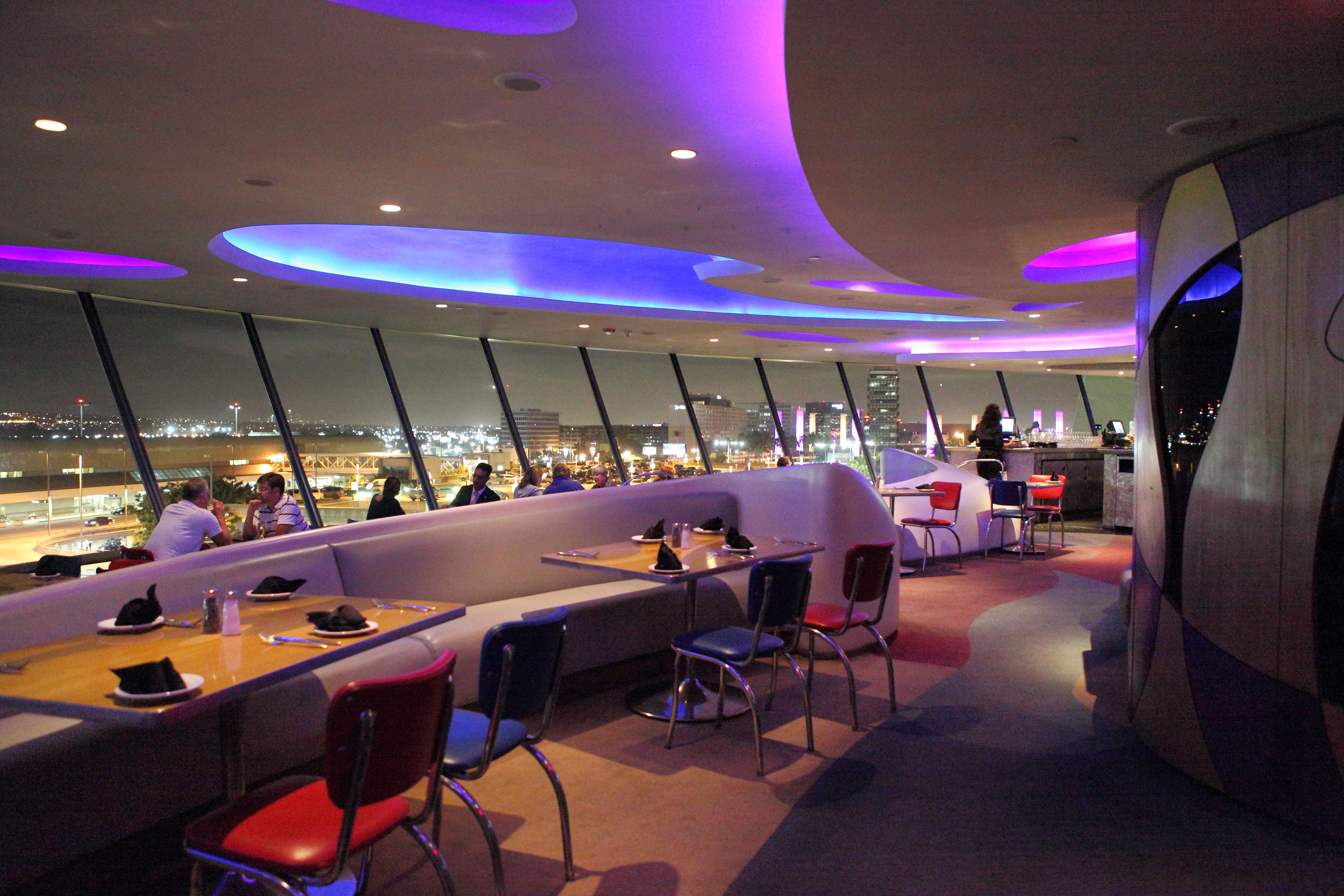
邂逅餐厅内部（2013年摄）

邂逅餐厅开业前夕，耗资400万美元的翻新工程于1997年完毕，该翻新工程采用了由華特迪士尼幻想工程设计的复古未来主义内饰和电灯。游客可以乘坐电梯到观景台，360度全方位欣赏进出港飞机。
因九一一袭击事件，观景台一度关闭。在投资1230万美元的修缮工程结束后，观察层于7月10日起逢周六日对外开放。此外，2003年9月9日，纪念九一一事件死难者的永久纪念碑在主题大楼的场地上开放。
邂逅餐厅于2013年12月停业，未来没有恢复营运的计划，尽管该建筑的观景台在周末仍然开放。此前，该餐厅因上部拱门上的半吨灰泥皮肤撞到餐厅屋顶上，于2007年3月暂停营业进行维修，直至同年11月12日才恢复营业。北特拉华公司旅游款待服务部经营这家餐厅。关闭原因可能是因为该餐厅位于机场禁区，旅客不愿意为前往餐厅而进行安检。
2018 年，洛杉矶国际机场的鲍勃·霍普联合劳军中心搬迁到主题大楼的底层，使用7100平方英尺的设施，劳军组织总裁称其为“当前最先进的劳军中心”。 